# Понтикониси
Понтикониси (Мишје острво) је грчко острвце у близини острва Крф.

## Положај
Острво се налази пар километара јужно од Керкире (Крфа) и свега 150 метара од полуострва Канони, у ували Халкиополус.
На грчком језику, „Пондики” значи „миш”, а „ниси” је „острво”. Зато је широм света познат назив — Мишје острво. Легенда каже да је Понтикониси настао када је Посејдон, претворио феничански брод у стену, на коме се налазио Одисеј. Грчки Бог мора је био изузетно киван на Одисеја, јер је овај током својих многобројних авантура при повратку на Итаку, ослепео киклопа Полифема, Посејдоновог сина.
Острво је заиста мало, свега 110x100 метара. На њему се налази ромејска капела која датира још из 11. века. Капела је окружена високим чемпресима, које острвцету дају карактеристични изглед. Швајцарски сликар Арнолд Беклин је имао управо Понтикониси као инспирацију за своја ремек дела „Вила на мору” и „Острво мртвих”.
До Понтиконисија се долази чамцем или са Канонија или од манастира Влахерна.

## Галерија
- Поглед на Мишје острво (Понтикониси)
- Манастир Влахерна, иза њега Мишје острво